# 魏瑟斯拜爾山
46°56′11″N 12°18′32″E / 46.93639°N 12.30889°E

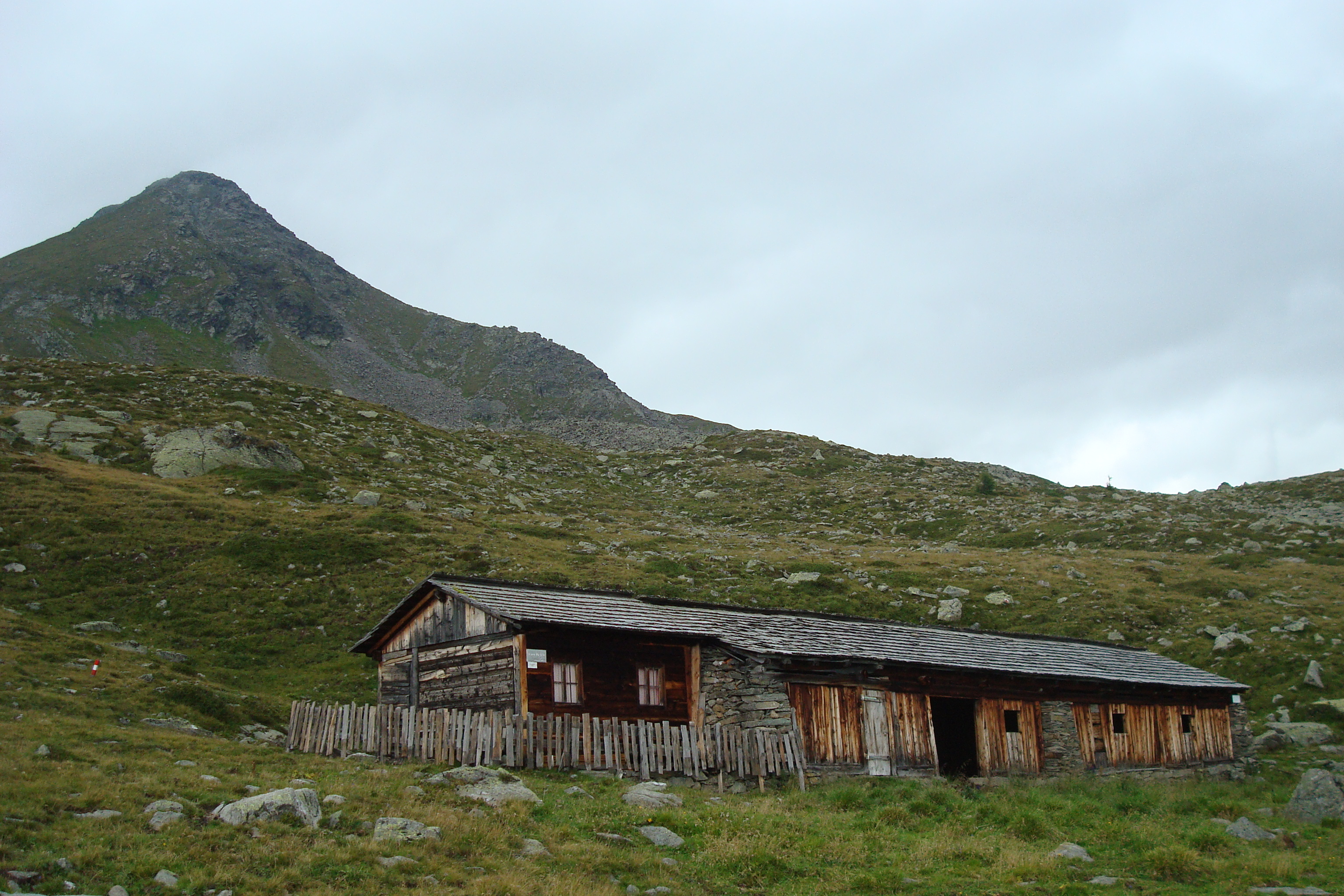

魏瑟斯拜爾山（德語：Weißes Beil），是奧地利的山峰，位於該國西部，由蒂羅爾州負責管轄，屬於維內迪傑山脈的一部分，海拔高度2,767米，每年平均降雨量1,874毫米。